# Tabb (Virginie)
Pour les articles homonymes, voir Tabb.
Tabb est un secteur non constitué en municipalité du comté de York (Virginie), aux États-Unis. Situé sur la péninsule de Virginie, il est traversé par les routes U.S. Route 17 (en) et State Route 134 (en).
La communauté est nommée en l'honneur de Mary Octavia Tabb, chef postière des lieux du 21 décembre 1893 jusqu'au début de 1910. On y retrouve, notamment, l'école Tabb High School (en), l'une des quatre écoles secondaires du comté.

## Économie
Tabb est surtout une localité résidentielle. Le principal employeur est un supercentre Walmart, un ciné-parc et une épicerie situés à l'intersection des routes 17 et 171 (en). D'autres employeurs situés à proximité sont la National Aeronautics and Space Administration, le Centre de recherche Langley et la Langley Air Force Base. Environ 20 % des travailleurs résidant à Tabb sont employés par le gouvernement fédéral.